# 37年人
是科幻电视剧《星际旅行：航海家号》的第十七集，也是该剧第二季的第一集。

## 情节
航海家号发现了一群失踪于1930年代的地球人，其中一位是凯瑟琳·珍妮薇上校所崇拜的人：阿梅莉亚·埃尔哈特。原来当年埃尔哈特和她的导航员弗雷德·努南是被外星人绑架，并被带到了第四象限的一颗星球做苦力。
由于未知的原因，包括埃尔哈特和努南在内的6名人类被置于低温停止状态，这群人被叫作“37年人”。而其他来自地球的人，打败了绑架他们的外星人，并毁坏了他们的飞船。
当航海家号的船员在24世纪时登陆这颗行星时，37年人已经在停滞状态下经历了几个世纪。而其他地球人的后代，在吸收了外星人留下的核聚变技术后，已经在行星表面建设了多座城市。埃尔哈特和努南（及其他37年人）被航海家号的船员们唤醒，埃尔哈特更是被邀请参观航海家号，了解到她在历史中的地位。珍妮薇邀请他们加入航海家号，不过埃尔哈特和努南都挽拒了邀请，并决定留在行星上。
此集多次提到了埃尔哈特的传奇，不过还添加了一点：在此版本的故事中，努南与埃尔哈特产生了感情，并在最后，两人共同作出了留在行星上的决定。